# Wild- und Freizeitpark Klotten
Wild- und Freizeitpark Klotten est un petit parc d'attractions et animalier situé sur les hauteurs de Klotten, dans le Land de Rhénanie-Palatinat en Allemagne.
Inauguré en 1970, il est la propriété de la famille Hennes et est dirigé depuis 1995 par les deux frères Josef et Hubert qui ont pris la succession de leur père. C'est en 1996 qu'ils décident de construire plusieurs attractions pour transformer le Wildpark Klotten en parc d'attractions. Sa mascotte est un ours prénommé Klotti.
Le parc s'est fait connaître des amateurs en 2004 avec l'ouverture de Die Heiße Fahrt, les seules montagnes russes inaugurées cette année-là en Allemagne.

## Historique

### Origine
À ses débuts, Wild- und Freizeitpark Klotten est conçu comme un parc animalier dont l'attraction principale est un grand espace réservé aux ours bruns. On peut également y voir des loups, lynx, daims, émeus, autruches, wapitis, etc.
En 1996, les frères Hennes décident d'étendre les activités du parc en y introduisant plusieurs attractions fixes achetées pour la plupart auprès des compagnies Metallbau Emmeln et Heege. En 2003, le parc rénove l'enclos réservé aux ours.

### Die Heiße Fahrt
En 2003, le parc se lance dans le plus grand investissement de son histoire, 4,5 millions d'euros. Le projet d'extension consiste en la création d'un volcan autour duquel seront installés un parcours de montagnes russes, un circuit de bûches et un restaurant. Le premier contrat à être signé est celui de Die Heiße Fahrt, les premières montagnes russes du parc. Pour la concevoir, la famille Hennes se tourne vers le constructeur allemand Gerstlauer et lui commande un modèle sur mesure de son Bobsled Coaster, une attraction que la firme a notamment déjà construite à Erlebnispark Tripsdrill et Belantis.
Après 2 ans et demi d'étude, le projet voit le jour sur un terrain de près de 12 000 m2 en bordure des enclos. Une importante structure pyramidale en béton haute de 25 mètres est construite : elle est censée accueillir à l'horizon 2008 le restaurant ainsi que la descente principale (16 mètres de haut) du circuit de bûches dont les travaux préliminaires ont déjà été effectués.

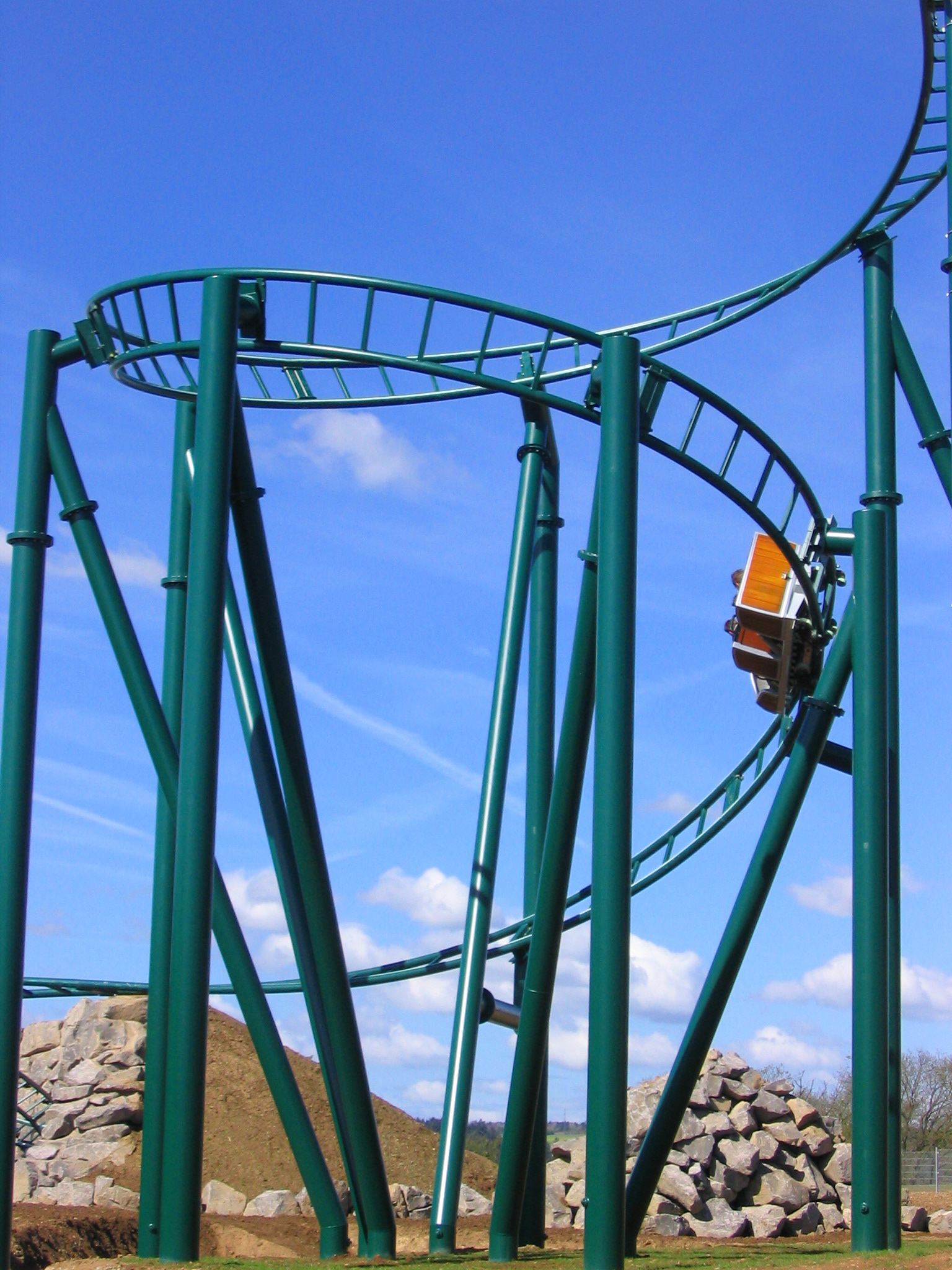
Die Heiße Fahrt en 2004.

Destiné à un public familial, le circuit de l'attraction long de 532 mètres a été conçu pour "jouer" avec les éléments de décors extérieurs, car il démarre au sommet du volcan pour tourner autour, avant de frôler plusieurs murs de rochers et se terminer par un demi-tour souterrain.
Die Heiße Fahrt est inauguré le 1er avril 2004.
- Constructeur : Gerstlauer
- Structure : montagnes russes en métal
- Type : montagnes russes assises
- Modèle : Bobsled Coaster
- Hauteur : 17,5 mètres
- Longueur : 532 mètres
- Vitesse : 55 km/h
- Capacité théorique : 1200 personnes par heure (théorique), 600 personnes par heure (actuelle)
- Budget : 4 500 000 euros

### Futurs développements
Actuellement, le parc n'a pas encore réussi à transformer son projet en réalité. Le parcours de bûches et le restaurant sont apparemment reportés à une date indéterminée.

## Attractions
Ci-dessous sont listées par catégorie les attractions actuellement présentes dans le parc (en date de la saison 2010) :

### Montagnes russes
| Nom de l'attraction | Type / Modèle | Constructeur | Année | Statut            | Commentaire                        |
| ------------------- | ------------- | ------------ | ----- | ----------------- | ---------------------------------- |
| Heiße Fahrt (Die)   | Bobsled       | Gerstlauer   | 2004  | En fonctionnement | A été appelé Klotticoaster en 2005 |

### Attractions familiales
| Nom de l'attraction        | Type / Modèle                 | Constructeur     | Année |
| -------------------------- | ----------------------------- | ---------------- | ----- |
| Klottiturm                 | Mini tour de chute (manuelle) | Heege            | 1999  |
| Looping Star               | Balancier (manuel)            | Heege            | 1997  |
| Motorschaukel Komet        | Balancier (manuel)            |                  | 1996  |
| Riesen-Rutsche             | Toboggans à tapis             | Metallbau Emmeln | 1996  |
| Schaukelanlage             | Balançoires                   |                  |       |
| Seilbahn                   | Téléphérique (manuel)         | Heege            |       |
| Schlauchboot-Wasserrutsche | Toboggans à bouées            | Metallbau Emmeln | 2001  |
| Wasserbob                  | Nautic-Jet                    | Heege            | 1995  |
| Wildwasser-Rondell         | Jet Skis                      | Zierer           |       |
| Zur Rittersturz            | Bûches                        | ABC Rides        | 2012  |

### Attractions pour enfants
| Nom de l'attraction  | Type / Modèle  | Constructeur     | Année | Commentaire |
| -------------------- | -------------- | ---------------- | ----- | ----------- |
| Kidi-Bob             |                |                  |       |             |
| Klotti's Wasserspass | Carrousel      |                  |       |             |
| Pferdereitbahn       | Pony trekking  | Metallbau Emmeln |       |             |
| Spielplatz           | Plaine de jeux |                  |       |             |